# Luise Willer

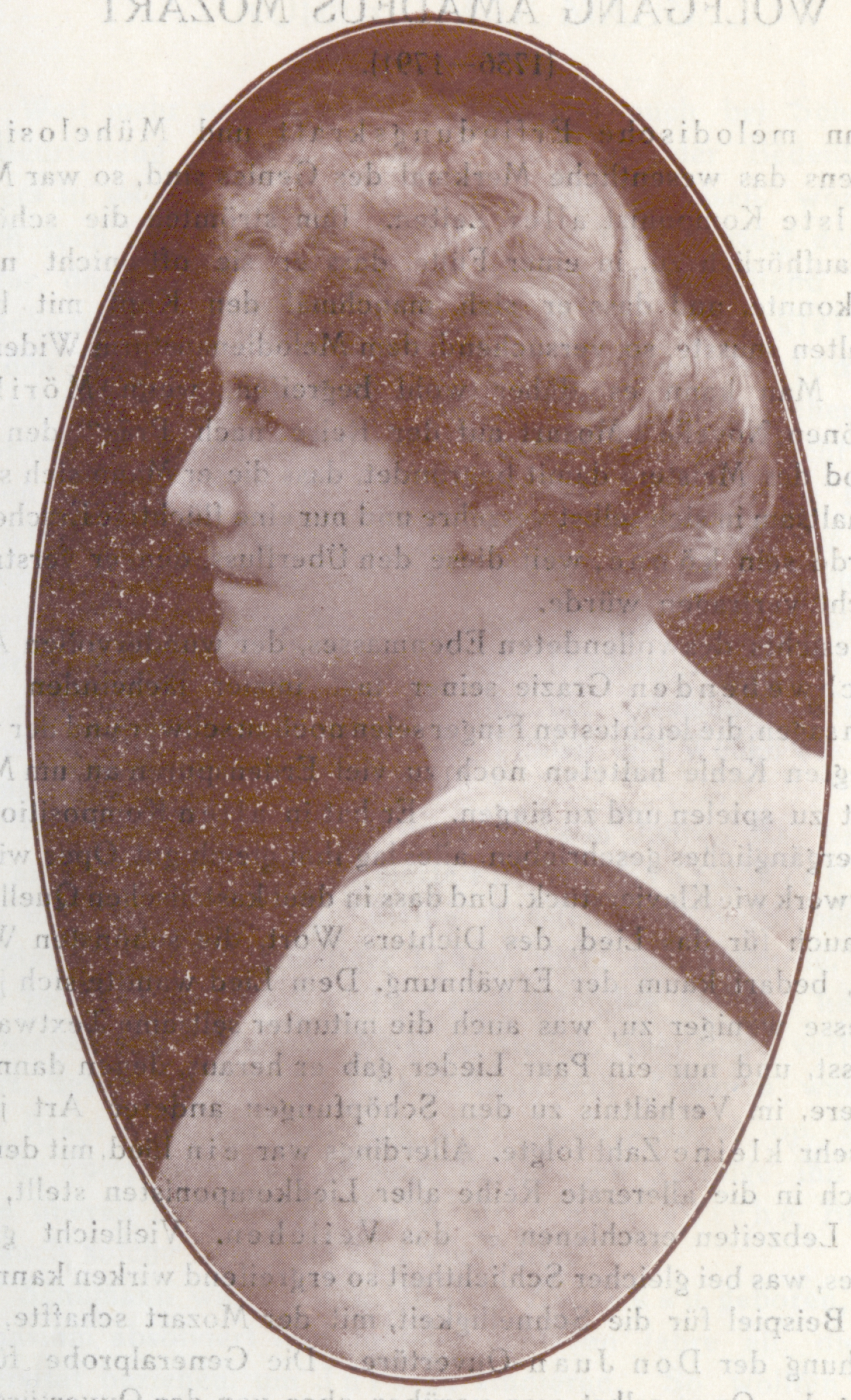
Luise Willer, um 1917

Luise Willer, auch Louise Willer (28. Dezember 1888 in Seeshaupt – 27. April 1970 in München) war eine deutsche Opernsängerin (Alt) und Gesangspädagogin.

## Leben
Luise Willer gehörte seit 1906 dem Chor der Münchner Hofoper an, dessen Chordirigent Rasbach auf ihre umfangreiche, musikalisch vortrefflich geführte und dunkel glänzende Altstimme aufmerksam wurde. Sie erhielt ihre Stimmausbildung durch Maria Hepner in München und debütierte als Solistin im Jahre 1910 mit der Partie des Annio in „La clemenza di Tito“ von Wolfgang Amadeus Mozart. Den Großteil ihrer Karriere verbrachte sie an der Bayerischen Staatsoper in München, wo sie bald als eine der führenden Sängerinnen galt. Hier wirkte sie auch am 28. März 1916 als Barbara in Erich Wolfgang Korngolds „Violanta“ bei der Weltpremiere mit.
Sie sang bei den Bayreuther Festspielen die Brangäne in Tristan und Isolde und gastierte 1926 und 1931 in London als Erda, Fricka, Waltraute und Brangäne. 1930 sang sie bei den Salzburger Festspielen die Partie der Clitemnestre in „Iphigénie en Aulide“ von Christoph Willibald Gluck, 1942 und 1943 die Adelaide in „Arabella“ von Richard Strauss und sang dort 1930 in einem Konzert die „Kindertotenlieder“ von Gustav Mahler. Im gleichen Jahr gab sie erfolgreiche Wagner-Konzerte in Paris. 
Luise Willer ging 1936 für eine Spielzeit an die Deutsche Oper Berlin, kehrte aber 1937 wieder nach München zurück, wo sie bis 1947 als Mitglied der Staatsoper tätig war und auch später noch an diesem Opernhaus gastierte. Weitere Gastspiele führten sie nach Amsterdam, Berlin, Dresden, 1938 zum Maggio Musicale Fiorentino und mit dem Münchner Ensemble an das Teatro alla Scala, nach Stuttgart und 1941 an die Wiener Staatsoper. Willer stand 1944 auf der Gottbegnadeten-Liste.
Im Laufe ihrer Karriere wirkte sie neben „Violanta“ bei mehreren Uraufführungen, wie etwa am 12. Juni 1917 als Lukrezia in „Palestrina“ von Hans Pfitzner, am 30. Oktober 1920 als Graben-Liese in „Das Spielwerk“ von Franz Schreker, am 21. April 1927 in „La veste di cielo (Das Himmelskleid)“ von Ermanno Wolf-Ferrari oder am 12. November 1931 als Herzogin in Pfitzners „Das Herz“ mit.
1955 nahm sie in München als Erda in „Siegfried“ Abschied von der Bühne. Sie war als Gesangspädagogin, unter anderem als Lehrerin von Ina Gerhein, Sieglinde Wagner und Hanna Ludwig tätig. Zuletzt lebte sie in Icking bei München, wo sich auf dem dortigen Waldfriedhof auch ihre Grabstätte befindet.

## Rollen (Auswahl)

### Uraufführungen
- 1916: Erich Wolfgang Korngolds Violanta, Königlich-Bayerische Hofoper München – Barbara
- 1917: Hans Pfitzners Palestrina, Prinzregenten-Theater – Lukrezia
- 1920: Franz Schrekers Das Spielwerk, Bayerische Staatsoper München – Graben-Liese
- 1927: Ermanno Wolf-Ferraris La veste di cielo (Das Himmelskleid)
- 1931: Hans Pfitzners Das Herz, Bayerische Staatsoper – Herzogin

### Repertoire
| Bizet: - Titelrolle in Carmen Cornelius: - Bostana im Barbier von Bagdad Gluck: - Clitemnestre in Iphigénie en Aulide Mozart: - Dorabella in Così fan tutte - Annio in La clemenza di Tito Saint-Saëns: - Dalila in Samson und Dalila Richard Strauss: - Annina im Rosenkavalier - Adelaide in Arabella |  | Verdi: - Ulrica in Ein Maskenball - Azucena in Il trovatore - Amneris in Aida - Mrs. Quickly in Falstaff Wagner: - Brangäne in Tristan und Isolde - Magdalene in Die Meistersinger von Nürnberg - Frick und Erda in Das Rheingold - Fricka in Die Walküre - Erda im Siegfried - Waltraute in Götterdämmerung |